# Tank (webserie)
Tank (T.A.N.K) è una webserie francese creata da Samuel Bodin nel 2016 per il servizio in streaming di Studio+. Per la serie è stata distribuita un'unica stagione composta da 10 episodi, pubblicata interamente il 1º dicembre 2016.
In Italia la serie è stata pubblicata interamente su TIMvision dal 29 novembre 2017.

## Trama
La serie si concentra su Alexander Braun, un tale che vuole scappare di prigione per compiere un ultimo colpo per poi sparire.

## Webisodi
| n° | Titolo originale | Titolo italiano    | Pubblicazione Francia | Pubblicazione Italia |
| -- | ---------------- | ------------------ | --------------------- | -------------------- |
| 1  | Sable            | Sabbia             | 1º dicembre 2016      | 29 novembre 2017     |
| 2  | Pain             | Pane               | 1º dicembre 2016      | 29 novembre 2017     |
| 3  | Essence          | Benzina            | 1º dicembre 2016      | 29 novembre 2017     |
| 4  | Bitume           | Asfalto            | 1º dicembre 2016      | 29 novembre 2017     |
| 5  | Musique          | Musica             | 1º dicembre 2016      | 29 novembre 2017     |
| 6  | Lessive          | Detersivo          | 1º dicembre 2016      | 29 novembre 2017     |
| 7  | Poussière        | Polvere            | 1º dicembre 2016      | 29 novembre 2017     |
| 8  | Fumée            | Fumo               | 1º dicembre 2016      | 29 novembre 2017     |
| 9  | Sang             | Sangue             | 1º dicembre 2016      | 29 novembre 2017     |
| 10 | Poudre           | Polvere (d'angelo) | 1º dicembre 2016      | 29 novembre 2017     |

## Personaggi e interpreti
- Alexander Braun, interpretato da Alban Lenoir
- Zoé, interpretata da Zita Hanrot
- Walter, interpretato da Renaud Rutten
- Karl, interpretato da Matthieu Lemeunier
- Manon, interpretata da Délia Espinat-Dief
- Virginie Virague, interpretata da Sophie-Charlotte Husson